# Saint-Loup-des-Vignes
Saint-Loup-des-Vignes – miejscowość i gmina we Francji, w Regionie Centralnym, w departamencie Loiret.
Według danych na rok 1990 gminę zamieszkiwały 382 osoby, a gęstość zaludnienia wynosiła 43 osoby/km² (wśród 1842 gmin Regionu Centralnego Saint-Loup-des-Vignes plasuje się na 769. miejscu pod względem liczby ludności, natomiast pod względem powierzchni na miejscu 1210.).